# Frumentarii

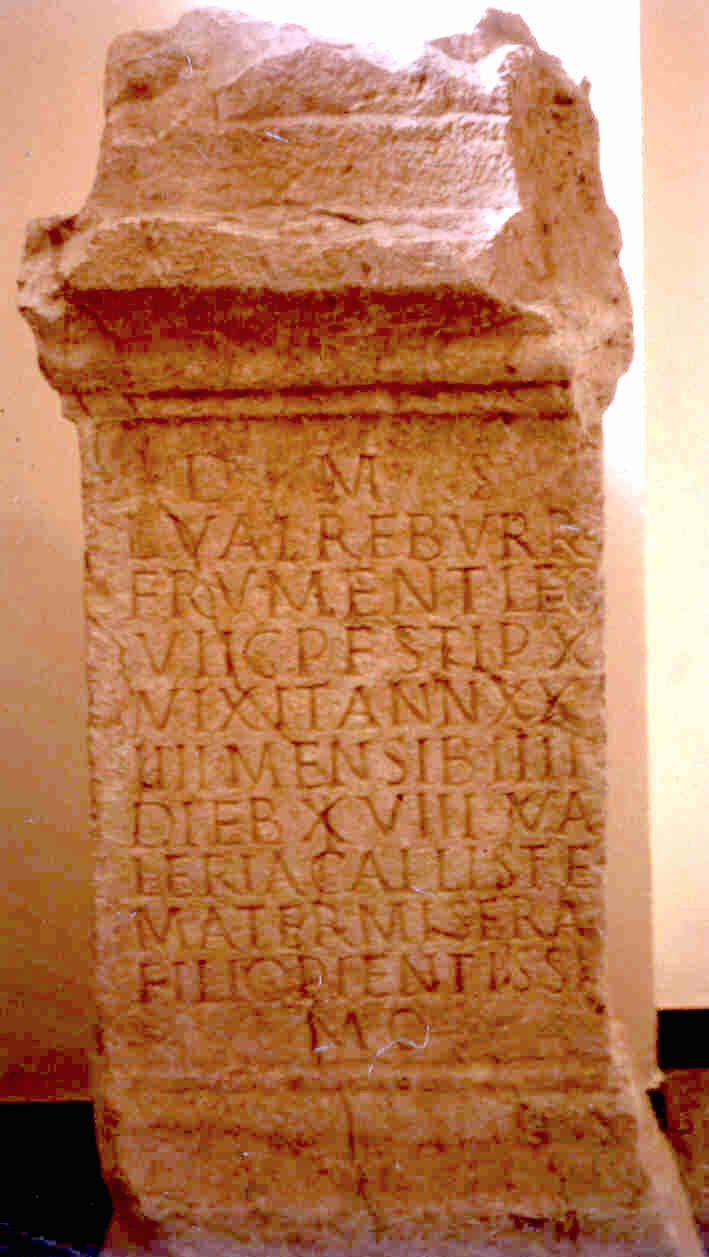
Epitafio de L. Valerius Reburrinus, frumentarius de la Legio VII Gemina destacado en Tarraco en época del emperador Septimio Severo.

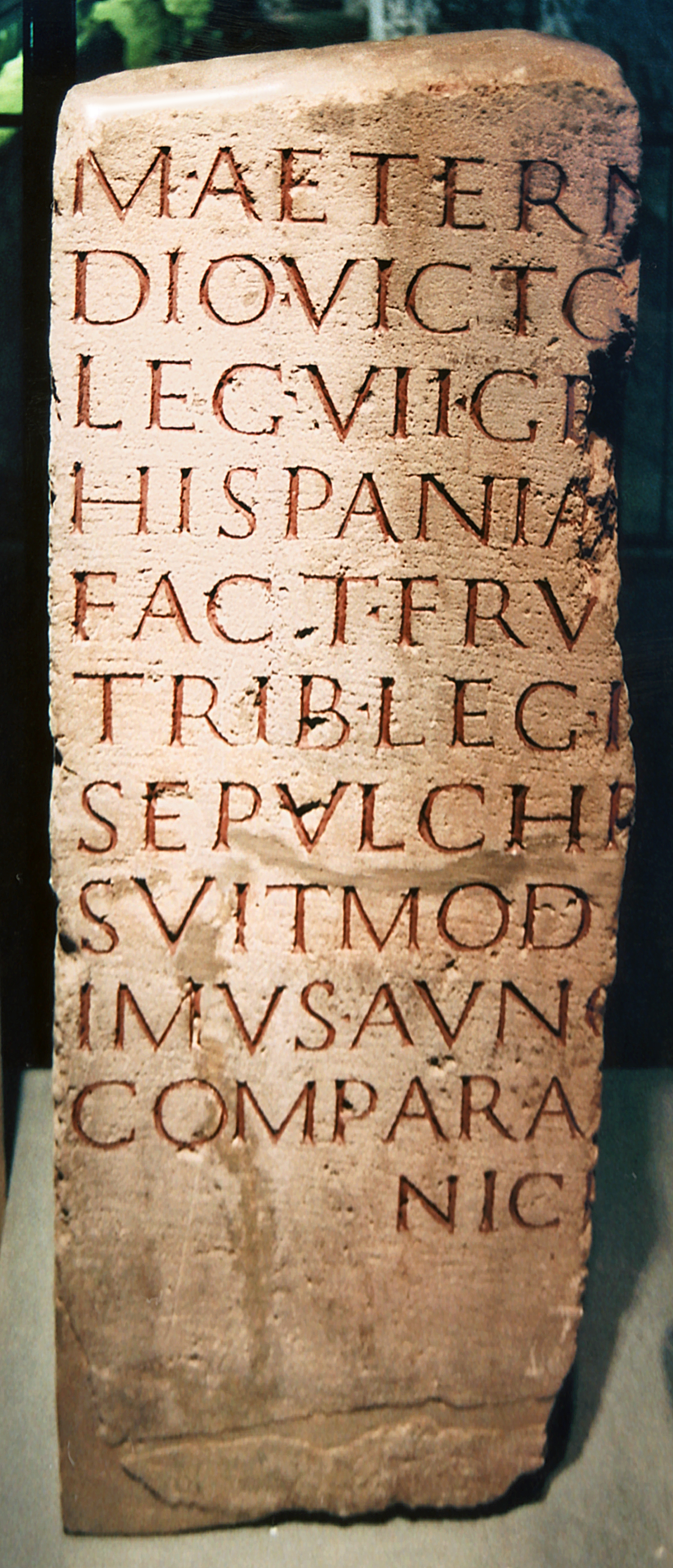
Epitafio de Claudius Victor, frumentarius de la Legio VII Gemina bajo Septimio Severo.

Un frumentarius (en plural, los frumentarii, y también conocidos como vulpes) era, originalmente, un soldado del Imperio romano, miembro de una legión que recolectaba trigo (en latín frumentum) y se encargaba de suministrarlo a las legiones a lo largo del Imperio.

## Categoría y funciones
Tenía la categoría de miles principalis y disponía de doble sueldo duplicarius, creado a finales del siglo I o principios del II. 
Realizaba funciones de enlace entre la unidad a la que pertenecía y el gobierno imperial. Su misión se amplió progresivamente a la de espionaje político y, por tanto, a la de policía política, sirviendo de antecedente a los agentes in rebus del Bajo Imperio. Dependían directamente del Prefecto del pretorio, y, cuando estaban en Roma, permanecían acuartelados con la Guardia Pretoriana en las dependencias del castra praetoria. 

## Acuertalamiento en Roma
A principios del siglo III, Septimio Severo construyó para ellos un alojamiento especial en Roma, llamado Castra Peregrina, en la colina de Celio, donde se localizaba su comandante, el princeps peregrinorum, que reportaba directamente al emperador. 
Existen varias inscripciones en honor al genio de la Castra Peregrina, lo que sugiere que los frumentarii tenían un alto estatus moral y social.

## Desaparición
Los frumentarii desaparecieron a finales del siglo III, al realizarse las reformas militares de Diocleciano y Constantino I.